# William Inge (Richter)

Wappen von William Inge

Sir William Inge (* um 1260 bei Dunstable; † vor 10. Mai 1322) war ein englischer Anwalt und Richter. Von 1316 bis 1317 war er Chief Justice of the King’s Bench.

## Herkunft
William Inge war ein Sohn von Thomas Inge, einem kleineren Landbesitzer aus Dunstable in Bedfordshire. Er wurde vermutlich um 1260 in oder bei Dunstable geboren. Zwischen 1281 und 1285 diente er als Anwalt in mehreren Prozessen vor dem Common Bench und dem Court of Exchequer. Dabei war er möglicherweise noch selbst Student oder Lehrling an den königlichen Gerichten. Zwischen 1287 und 1293 diente Inge als Serjeant at Law des Königs. Er nahm 1287 an der Gerichtsreise durch Gloucestershire und von 1292 bis 1293 an den Gerichtsreisen durch Nordengland teil. Dazu war er weiter als Anwalt am Common Bench, am Court of the Exchequer oder während Gerichtsreisen tätig. Ab 1293 diente er regelmäßig als Richter an Assize Courts, doch er war weiterhin als Anwalt am Common Bench tätig. Diese Tätigkeit stellte er ein, als er 1298 nach York zog. Vor dem 5. April 1300 wurde er zum Knight Bachelor geschlagen.

## Tätigkeit als Richter
Während des Schottischen Unabhängigkeitskriegs gehörte er 1303 zum Gefolge des Königs, als dieser 1303 einen Feldzug nach Schottland führte. 1305 und 1307 war er einer der Richter der Trailbaton Circuits in Norfolk und Suffolk. Während dieser eigens angeordneten Gerichtsreisen sollten königliche Richter Verbrechen und Unruhen in den englischen Grafschaften bestrafen. Bereits vor 1303 stand Inge auch im Dienst des Thronfolgers Eduard. Inge wurde rasch zu einem seiner engsten und vertrautesten Ratgeber. 1305 setzte sich der Thronfolger erfolgreich dafür ein, dass Inge nicht zum Richter im besetzten Schottland ernannt wurde. Nachdem Eduard 1307 als Nachfolger seines Vaters König geworden war, gehörte Inge dem königlichen Haushalt an. Als es gegen die Politik des Königs Proteste der Barone gab, blieb Inge ein entschlossener Unterstützer des Königs. Von 1310 bis 1311 gehörte er einer englischen Gesandtschaft an, die in Périgueux mit einer französischen Gesandtschaft verhandelte, um die Spannungen zwischen England und Frankreich über die englischen Besitzungen in Südwestfrankreich auszuräumen. Anfang 1313 wurde Inge zum Richter am Common Bench ernannt. Im Januar 1315 eröffnete Inge im Auftrag des Königs das in Lincoln versammelte Parlament. Nach dem Rücktritt des Richters Roger Brabazon ernannte der König im vor dem 18. April 1316 Inge zum Chief Justice am King’s Bench. Zu diesem Zeitpunkt wurden jedoch bereits schwerwiegende Beschuldigungen gegen ihn erhoben. Ihm wurde unter anderem vorgeworfen, das er ein Verfahren, mit dem er als Richter befasst war, zu seinem Vorteil ausgenutzt hatte. Der Besitzer des Gutes von Woodmansterne in Surrey war vor dem Common Bench angeklagt, und Inge soll sich während des Verfahrens das Gut angeeignet haben. Der Vorwurf wurde zwar nie überprüft, doch in dem Fall wurden auch gegen William de Mare, den Sheriff von Surrey Vorwürfe erhoben. Eine Jury befand daraufhin, dass Inge sich über den Sheriff die Besitzurkunde beschafft und diese dann zu seinen Gunsten manipuliert hätte. Dieses Urteil erfolgte aber erst, nachdem Inge im Juni 1317 als Chief Justice entlassen worden war. Die Vorwürfe führten sicher mit zu seiner Entlassung, hatten aber keine weiteren Konsequenzen für ihn. Danach zog sich Inge auf seine Besitzungen zurück und starb kurz vor dem 10. Mai 1322.

## Ehe und Erbe
Inge hatte zwischen 1298 und 1300 Margery Grapinel (1277–1310/11) geheiratet. Sie war eine von vier Töchtern von Henry Grapinel, einem Landbesitzer mit Besitzungen in Essex und Sussex. Nach Grapinels Tod erbte sie zusammen mit ihren Schwestern den Besitz ihres Vaters. Nach ihrem Tod übernahm Inge für seine Kinder die Verwaltung ihres Erbteils. In zweiter Ehe heiratete Inge zwischen November 1311 und März 1312 Isolda, die Witwe des Ritters Urian de Sancto Petro. Die Ehe blieb kinderlos. Seine Erbin wurde Joan, seine einzige überlebende Tochter aus erster Ehe, die mit dem Baron Eudo Zouche verheiratet war.